# The Sacrament of Sin
The Sacrament of Sin je sedmé studiové album německé powermetalové hudební skupiny Powerwolf. Vydáno bylo 20. července 2018 prostřednictvím společnosti Napalm Records. Skupina ho napsala během roku 2017 a na začátku roku dalšího ho začala nahrávat ve švédském studiu Fascination Street Studios ve městě Örebro. Jako producent se na něm podílel Jens Bogren, přičemž šlo o jeho první producentskou práci pro Powerwolf, a s orchestracemi skupině vypomáhal Joost van den Broek. Hudebně je album oproti předchozím nahrávkám mnohem pestřejší, změnil se výraz varhan, přibyly orchestrace a netradiční prvky jako dudy či flétna a kapela poprvé ve své historii nahrála baladu s doprovodem piana. Hlavním tématem alba z pohledu textů je hřích, nejde ale říct, že by šlo o konceptuální album; na desce se totiž objevují písně věnující se například upírům.
Album bylo kritiky hodnoceno převážně kladně, vyzdvihovány byly hlavně nové prvky, které Powerwolf do hudby vložili. Desce se dařilo také komerčně, umístila se na prvním místě v německé hitparádě Media Control Charts, přední příčky obsadila také v několika dalších zemích včetně Česka, kde se dostala na sedmnáctou pozici. V rámci podpory alba skupina během roku 2018 vystupovala v Evropě, na další rok jsou též plánována vystoupení na tomto kontinentu.

## Před vydáním

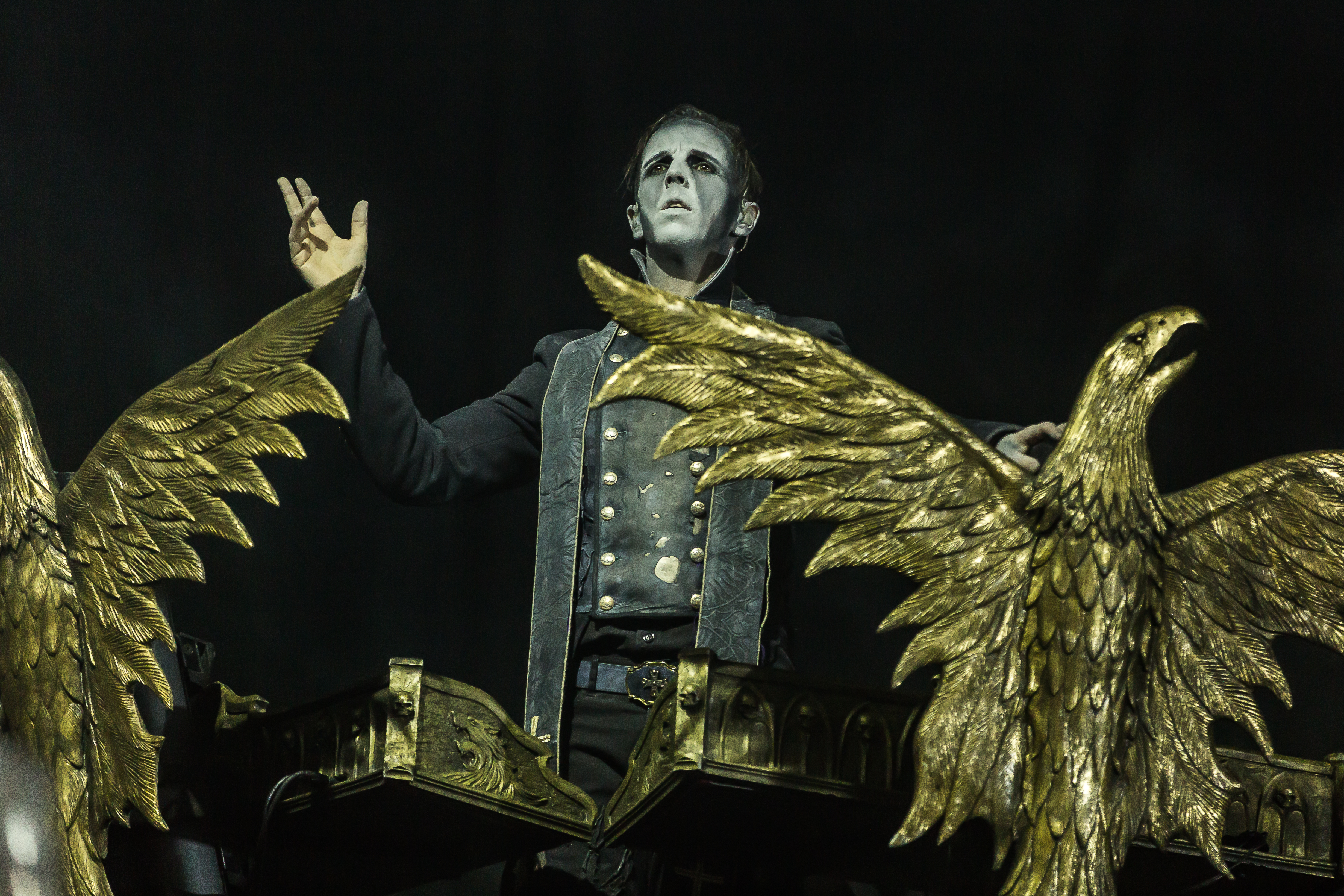
Falk Maria Schlegel během vystoupení v roce 2018

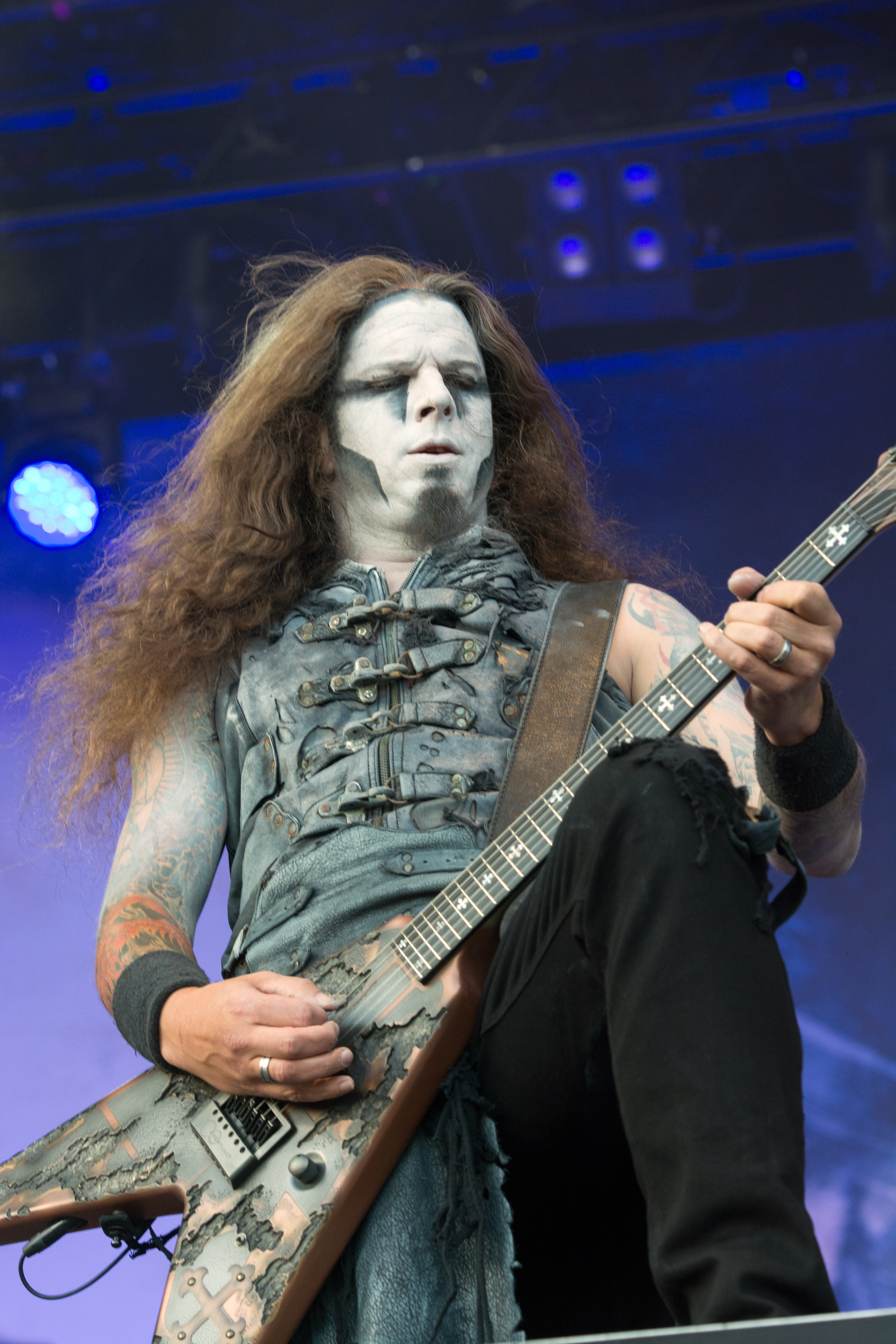
Charles Greywolf v roce 2016

Skupina Powerwolf, převážně její kytarista a hlavní skladatel Matthew Greywolf, začala na sedmém studiovém albu pracovat po evropském turné, které proběhlo v zimě roku 2017. Celý proces skládání trval s kratšími přestávkami, které způsobily vystoupení na letních festivalech a některé samostatné koncerty, až do října téhož roku. Hudební výraz skladeb ovlivnilo CD Metallum Nostrum, na které kapela nahrála coververze na písně různých interpretů a které vyšlo jako bonus k předchozímu albu Blessed & Possessed (2015). To dle kytaristy Matthewa Greywolfa skupině ukázalo, že „mohou hrát mnohem více variací než v minulosti a stále to bude znít jako Powerwolf“. Do hudby Powerwolf se tak poprvé v historii dostaly například dudy či flétna, u varhan byl využit mnohem širší rejstřík a skupina také poprvé ve své kariéře nahrála baladu s pianovým doprovodem. Dalším velkým vlivem na zvuk desky byla výměna producenta; Powerwolf oslovili Jense Bogrena.
S Bogrenem začali album nahrávat v lednu roku 2018 ve švédském studiu Fascination Street Studios ve městě Örebro a celý proces trval do března téhož roku. Ke změně produkčního týmu se kapela rozhodla z toho důvodu, že nechtěla stagnovat na jednom místě, nýbrž se chtěla hudebně posunout. Všech šest předchozích alb skupiny totiž bylo nahráno s Fredrikem Nordströmem. Navázání spolupráce s Bogrenem předcházela diskuse o zvuku kapely, díky čemuž dle Greywolfa skupina také lépe porozuměla sama sobě. Podle Falka Maria Schlegela nová produkce písničkám prospěla, jelikož spousta nástrojů se nahrávala ve studiu v jednom kuse, nikoliv po částech. Díky tomu skladby „více dýchají“. V některých skladbách se také objevuje větší množství orchestrací, které jsou dílem Bogrena a Joosta van den Broeka.
Album dostalo název The Sacrament of Sin, přeloženo tedy jako „Svátost hříchu“. Téma hříchu se objevuje na některých písních, které se právě zabývají tím, „co je hřích a jak se člověk stává hříšníkem“. Před vydáním alba skupina zveřejnila celkem tři singly; „Demon’s Are a Girl’s Best Friend“, „Fire & Forgive“ a „Incense & Iron“. Všechny byly prvně vydány pouze v digitální podobě, první z nich později také fyzicky jakožto speciální edice dostupná pouze na českém festivalu Masters of Rock. Skupina tímto způsobem chtěla poděkovat českým fanouškům za zlatou desku, kterou získala za Blessed & Possessed.

## Vydání

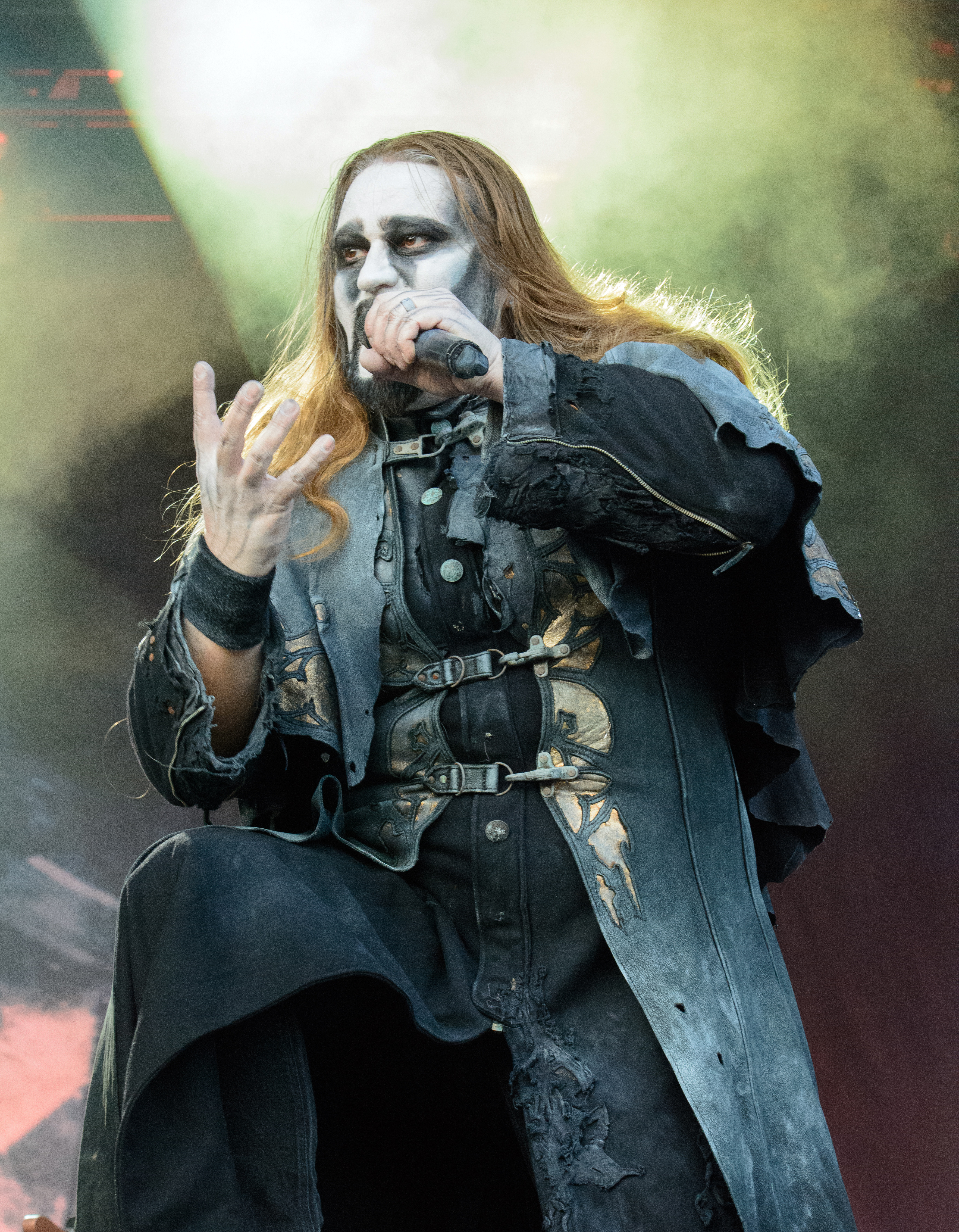
Attila Dorn v roce 2016

Album The Sacrament of Sin bylo vydáno 20. července 2018 prostřednictvím společnosti Napalm Records. Kromě základní edice obsahující CD s písněmi z The Sacrament of Sin byla vydána také rozšířená verze s bonusovým albem Communio Lupatum, na kterém jsou předělané písně Powerwolf různými jinými metalovými skupinami. Tato dvě alba byla též vydána v limitované edici „Priest Edition“ obsahující kromě orchestrálních verzí písní také různé doplňující dárky, například kříž či šálu. V objednávkách přes Napalm Records a hudební obchod EMP Merchandising byla jako bonus přidána píseň „Midnight Madona“.
Autorem přebalu alba je Zsofia Danková žijící na Slovensku. Přebal znázorňuje vlka zahaleného v kápi, který jako loutky drží kněze a ďábla. Podle Greywolfa to znázorňuje, že „role zla a dobra může být přisouzena jednotlivým figurám něčím větším, co má sílu je ovládat“. Po zveřejnění obalu se na internetu začalo diskutovat o možné narážce na přebal alba The Number of the Beast (1982) skupiny Iron Maiden, na němž maskot této kapely Eddie drží jako loutku ďábla. Dle Dankové i Greywolfa jde ale o pouze o náhodu.

## Skladby
Téměř tři čtvrtě hodiny dlouhé album uvádí rychlá skladba „Fire & Forgive“, která byla též vydána jako singl. Textově pojednává o odpuštění. Na ní navazuje první singl „Demons Are a Girl’s Best Friend“, u kterého jsou před kytarami upřednostněny varhany. Píseň, která má v sobě motivy popových melodií, se textově zabývá pokušením a hříchem. Zatímco úvodní dvě skladby jsou hrané klasickým stylem Powerwolf, v pořadí třetí „Killers with the Cross“ je hraná spíše oslavně a na způsob kapely Sabaton. Text vypráví o lovení upírů s křížem v ruce. Pozitivně laděná je také další skladba „Incense & Iron“, kterou netradičně uvádí dudy. Tato píseň byla vydána jako třetí singl. Následuje „Where the Wild Wolves Have Gone“, jež je první baladou v historii kapely. Zatímco refrén je kromě kytar doprovázen orchestrálními prvky; smyčci a dechy, jednotlivé sloky mají pianový doprovod. První polovinu alba zakončuje skladba „Stossgebet“, která je jako teprve druhá v historii kapely nazpívána v němčině. Název by do češtiny mohl být přeložen jako „šokové modlitby“ a právě v této písni je patrná práce Bogrena, především kombinace kytar, smyčců a varhan.
Druhá polovina desky pokračuje skladbou „Nightside of Siberia“, jež je postavená na podobných kytarových riffech jako má kapela Amon Amarth. Další písní je titulní „The Sacrament of Sin“, která je stejně jako úvodní „Fire & Forgive“ hrána typickým stylem Powerwolf. Osmá „Venom of Venus“ začíná klasickým zpěvem Attily Dorna a provází jí změny rychlosti; zatímco refrén je hraný rychleji, jednotlivé sloky jsou spíše pomalejší. „Nigtime Rebel“, nejpomalejší skladbu na albu, uvádí varhany, dále však dostávají přednost hlavně kytary. Na předchozích albech Powerwolf zpravidla končili pomalejší a delší písní, u The Sacrament of Sin ovšem jako závěrečnou skladbu zvolili rychlou a krátkou „Fist by Fist (Sacralize or Strike)“.

## Kritika
David Havlena, redaktor českého magazínu Spark, napsal, že „The Sacrament of Sin je albem mnoha tváří“. Nové prvky dle něj fungují a kapela „díky nim o kus povyrostla“. Také podotkl, že by nebylo ke škodě, kdyby Powerwolf zapojili do jejich tvorby více kreativity. V případě The Sacrament of Sin totiž dle Havleny naplnili potenciál „zhruba z padesáti procent“. Havlenův kolega Robert Čapek vyzdvihl baladu „Where the Wild Wolves Have Gone“, která dle něj na albu působí z pohledu emocí „opravdově“. Havlena album ohodnotil pěti hvězdičkami z šesti možných, Čapek dal o půl hvězdy více. V hodnocení všech redaktorů Sparku dostalo album 4,3 bodů a umístilo se na třetím místě v žebříčku alb července. Dle recenzentky Mattie Jensen z hudebního serveru Metal Wani je The Sacrament of Sin „přesně tím, co může člověk od Powerwolf očekávat, přičemž nejde vůbec o špatnou věc“. Jensen dala albu 8,8 bodů z deseti.
The Sacrament of Sin bodovalo také v evropských hitparádách; první místo obsadilo v domovském německém žebříčku Media Control Charts, čtvrté bylo ve švýcarské hitparádě Schweizer Hitparade, osmé v Belgii a deváté v Rakousku  Deska se umístila také v Česku, dle IFPI se umístilo na sedmnácté pozici.

## Turné kalbu
V rámci podpory alba skupina na konci roku pořádala evropské turné, během něhož by Powerwolf zahráli také v pražském Foru Karlín. Koncertní série poté pokračovala během ledna 2019, kdy proběhla další vystoupení v evropských městech. Jako předkapely na obou částech turné kapelu doprovodily skupiny Amaranthe a Kissin' Dynamite. Po zbytek první poloviny roku 2019 jsou plánována vystoupení Ukrajině, v Bělorusku a v Rusku, dále pak letní festivaly a některá další samostatná vystoupení po Evropě.[potřebuje aktualizovat]

## Seznam skladeb
| Pořadí         | Název                              | Délka |
| -------------- | ---------------------------------- | ----- |
| 1.             | Fire & Forgive                     | 4:30  |
| 2.             | Demon’s Are a Girl’s Best Friend   | 3:38  |
| 3.             | Killers with the Cross             | 4:09  |
| 4.             | Incense and Iron                   | 3:57  |
| 5.             | Where the Wild Wolves Have Gone    | 4:13  |
| 6.             | Stossgebet                         | 3:53  |
| 7.             | Nightside of Siberia               | 3:53  |
| 8.             | The Sacrament of Sin               | 3:26  |
| 9.             | Venom of Venus                     | 3:28  |
| 10.            | Nighttime Rebel                    | 4:03  |
| 11.            | Fist by Fist (Sacralize or Strike) | 3:32  |
| Celková délka: | Celková délka:                     | 42:42 |

| Bonus          | Bonus            | Bonus |
| Pořadí         | Název            | Délka |
| -------------- | ---------------- | ----- |
| 12.            | Midnight Madonna | 3:34  |
| Celková délka: | Celková délka:   | 44:16 |

| Communio Lupatum | Communio Lupatum               | Communio Lupatum  | Communio Lupatum |
| Pořadí           | Název                          | Autor coveru      | Délka            |
| ---------------- | ------------------------------ | ----------------- | ---------------- |
| 1.               | Sacred & Wild                  | Epica             | 4:47             |
| 2.               | We Drink Your Blood            | Saltatio Mortis   | 3:40             |
| 3.               | Kiss of the Cobra King         | Caliban           | 4:17             |
| 4.               | Resurrection By Erection       | Battle Beast      | 3:47             |
| 5.               | Night of the Werewolves        | Heaven Shall Burn | 5:15             |
| 6.               | The Evil Made Me Do It         | Kadavar           | 5:29             |
| 7.               | Let There Be Night             | Kissin' Dynamite  | 4:16             |
| 8.               | Amen & Attack                  | Mille Petrozza    | 3:56             |
| 9.               | Army of the Night              | Amaranthe         | 3:02             |
| 10.              | When the Saints Are Going Wild | Eluveitie         | 3:44             |
| Celková délka:   | Celková délka:                 | Celková délka:    | 42:10            |

## Sestava
| - Attila Dorn – zpěv - Matthew Greywolf – kytara - Charles Greywolf – kytara, basová kytara - Falk Maria Schlegel – klávesy, varhany - Roel van Helden – bicí Technická podpora - Jens Bogren – produkce, mix, mastering - Joost van den Broek – orchestrace, aranže - Tony Lindgren – mastering - Linus Corneliusson – mix - Ludwig Näsvall – nahrávání bicích - Davd Buballa – nahrávání zpěvů - Jos Driessen – technická podpora při nahrávání sborů - Zsofia Danková – přebal alba - Matteo Vdiva – fotografie kapely | Chorály - PA'dam Chamber Choir (vedený Marií Van Nieukerken) Hosté - Dianne van Giersbergen – klasický ženský zpěv - Marcela Bovio – klasický ženský zpěv - John JayCee Cuijpers – klasický mužský zpěv - Jacobus van Bakel – klasický mužský zpěv |